# Trachysphyrus lispus
Trachysphyrus lispus är en stekelart som beskrevs av Porter 1967. Trachysphyrus lispus ingår i släktet Trachysphyrus och familjen brokparasitsteklar. Inga underarter finns listade i Catalogue of Life.